# Fredrik Meltzer

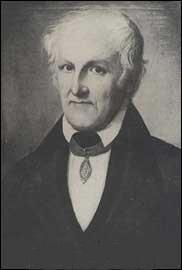
Fredrik Meltzer

Noorse vlag

Fredrik Meltzer (Bergen (Noorwegen), 29 september 1779 - 17 december 1855) is de ontwerper van de Noorse vlag. Hij was een van de representanten van Bergen in het Noorse parlement (Storting) gedurende meerdere perioden. Hij was een van de Eidsvollsmenn, hetgeen betekent dat hij een van de "vaders" van de Noorse Grondwet is.
Bij de oprichting van de Norges Bank (Noorse Nationale Bank) in 1816 kreeg Meltzer de leiding over de afdeling in Bergen wat hij tot zijn dood bleef.

## Mythe rond de vlag
In 1821 zag hij hoe zijn toen 12 jaar oude zoon, Gerhard, een blauw kruis tekende in het midden van het witte kruis van een Deense vlag (rood met een wit kruis). Meltzer zag wellicht een eigen Noorse vlag als een manier om de nationale geest aan te wakkeren na honderden jaren onder Zweeds en Deens bestuur.